# シャーラマール庭園
シャーラマール庭園（ウルドゥー語: شالامار باغ）は、1641年にムガル帝国皇帝シャー・ジャハーンによって建設が開始され翌年完成した、ラホール市内にある歴史的建造物である。この庭園の造営には、シャー・ジャハーンの宮廷に仕えたハリールッラー・ハーンの監督のもと、アリー・マルダーン・ハーンとムッラー・アラーウル・ムルク・トゥーニーの協力があった。シャーラマール庭園は、同じくラホール市内にあるラホール城とあわせて、1981年に、ユネスコの世界遺産に登録された。
なお、当項目名（およびユネスコ登録の英語名称）の「シャーラマール」は、ラホールの街の人々の間でのローカルな名称である。この庭園の歴史的な名称は「シャーリーマール（شالیمار）」（同じ名称の庭園がカシュミールなど他の街にも幾つか存在するので混同しないように注意）である。

## 概要
シャーラマール庭園は、長方形の形をしており、高い煉瓦の壁に囲まれている。その煉瓦は複雑な透かし彫り彫刻が施してあることで有名である。南北658m、東西258mの広さを持つ。
シャーラマール庭園は、南から北に行くにつれて、4ないし5m低くなっていく段式のテラスによって、形成される。最も高いテラスは、喜びを与える者を意味する「ファラー・バクシュ」、2段目のテラスは、美徳を与える者を意味する「ファイズ・バクシュ」、最下段のテラスは、命を与える者を意味する「ハヤート・バクシュ」という名前がついている。
庭園内には水を供給するための、「シャー・ネヘル」（「王の運河」の意）という名前の運河があり、かつてはラホールから161km以上離れたインドのマードープルから水が引き込まれていた。この運河は庭園を横断し、中段のテラスにある大理石の池に注ぎ込む。
池と運河から410の噴水が、プールへ水を運び出す。噴水に囲まれた一帯は、噴水によってもたらされる水によって涼しく、時折華氏120度にも達する酷暑のラホールの夏の間、訪れるものに安らぎを与えてくれる。このシャーラマール庭園を造営したムガル帝国の技術力は賞賛に値するものである。というのも、今日の科学者でさえも、どのようにしてシャーラマール庭園の噴水が独自に機能しているかを推測することは不可能だからである。噴水の数は、上、中、下段にそれぞれ、105、152、153基あり、あわせて410となる。

## 建造物
シャーラマール庭園には、以下の建造物が存在する。
- サーワーン・ブハドゥム・パビリオン
- ナカル・ハーナーとそれに関連する建築物
- 寝室
- ハマーム（浴場）
- アイワーン（大広間）
- アーラームガーフ（休憩室）
- ハーブガーフ（王妃の寝室）
- バラーダリー（夏のパビリオン：噴水によってもたらされた涼しさを楽しむ場所）
- ディーワーネ・ハーソ・アーム（皇帝とVIPのための広間）
- 庭園の角にある2つの門とミナレット

## 植栽
シャーラマール庭園には、以下のような植物が栽培されている。
- アーモンド
- リンゴ
- アンズ
- サクラ
- マンゴー
- 桑
- モモ
- プラム
- ポプラ
- マルメロ
- イトスギ
- さまざま種類の柑橘類

## 歴史
シャーラマール庭園は、ミヤーン一族と呼ばれる家系の所有物であった。一族のなかのミヤーン・ムハンマド・ユースフは、イスハーク・プラをシャー・ジャハーンに献上した。その見返りとして、シャー・ジャハーンは、シャーラマール庭園をミヤーン一族に授け、350年以上の間この一族で代々庭園を管理した。
1962年、アイユーブ・カーンの手によって、庭園は国有化されたが、その理由は、当時のミヤーン一族のリーダーがアイユーブ・カーンの進める軍政に反対したことによっている。

## 世界遺産

### 危機遺産
道路の拡張工事が行われたため、給水施設が破壊されたことなどから、危機遺産に登録された。状況の改善を受けて、2012年に危機遺産リストから除外された。

### 登録基準
この世界遺産は世界遺産登録基準のうち、以下の条件を満たし、登録された（以下の基準は世界遺産センター公表の登録基準からの翻訳、引用である）。
- (1) 人類の創造的才能を表現する傑作。
- (2) ある期間を通じてまたはある文化圏において、建築、技術、記念碑的芸術、都市計画、景観デザインの発展に関し、人類の価値の重要な交流を示すもの。
- (3) 現存するまたは消滅した文化的伝統または文明の、唯一のまたは少なくとも稀な証拠。